# Новицкий, Марк Владимирович
Марк Влади́мирович Нови́цкий (настоящая фамилия Брук; 11 сентября 1920, Москва — 13 сентября 1986, там же) — советский артист эстрады, парный конферансье. Заслуженный артист РСФСР (1970).

## Биография
Родился в Москве, окончил Театрально-музыкальное училище имени А. Глазунова. Выступал в театрах оперетты. В октябре 1940 года призван в Красную армию. Демобилизовался уже после окончания Отечественной войны — в 1946 году. Руководил военным ансамблем песни и пляски в Хабаровске.
C 1948 года в Москве. В роли конферансье в 1949 году выступал вместе с Александром Азариным. C 1950 года начал выступал в дуэте с Львом Мировым, именно тогда появился псевдоним «Новицкий».
В 1960—1970-е годы в паре с Львом Мировым — постоянный ведущий телевизионной передачи «Голубой огонёк». Вместе приняли участие в музыкальном телефильме «Я возвращаю ваш портрет» (1983). После смерти творческого партнёра выступал один.
Урна с прахом захоронена в колумбарии Ваганьковского кладбища в Москве.

### Семья
- отец — Владимир Наумович Брук (1894—1964), служащий по линии организации распространения книг и журналов в Москве[6];
- мать — Анна Каплун (? —1975)[6];
- сестра — Мирра Владимировна Брук (? —1975)[6];
- жена — Бася Ефимовна Новицкая (1921—2000)[6];
- сын — Александр Маркович Новицкий (род. 1951), режиссёр Москонцерта, преподаватель Всероссийской творческой мастерской эстрадного искусства (ВТМЭИ)[6];
  - внук — Владимир Александрович Новицкий (род. 1977), артист театра и кино[6];
    - правнучка — Ксения Владимировна Новицкая (род. 1995), оператор[источник не указан 761 день];
    - правнук — Марк Владимирович Новицкий (род. 1998), студент ГИТИСа[источник не указан 761 день];
- дочь — Татьяна Марковна Новицкая (1955—2003), актриса[6].

## Театральные работы
Театр «Эрмитаж»
- Вот идёт пароход

Московский театр эстрады
- Его день рождения
- Эстрада без парада
- Московские вечера

Московский мюзик-холл
- 1960 — Когда загораются звёзды
- 1961 — Москва — Венера, далее везде

## Фильмография
- 1954 — Весёлые звёзды — камео
- 1959 — Особый подход — камео
- 1967 —  Пароль не нужен — эпизод (в титрах — М. Брук)
- 1969 — Похищение — камео
- 1970 — Дело о… — Марк Новицкий, прокурор

## Почётные звания и награды
- заслуженный артист РСФСР (25 февраля 1970)[7];
- орден Отечественной войны 2-й степени (6 апреля 1985)[1].

## Комментарии
1. ↑  По другим данным Марк Брук родился в Баку, Азербайджанская Советская Социалистическая Республика[1].